# جامعة أبيريستويث
جامعة أبيريستويث ((بالويلزية: Prifysgol Aberystwyth)‏ هي جامعة بحثية عامة في بلدة آبيريستويث في ويلز في المملكة المتحدة. كانت أبيريستويث من المؤسسات التي كانت تتكون منها جامعة ويلز الفيدرالية السابقة. تضم الجامعة أكثر من 8000 طالب يدرسون في 3 كليات أكاديمية تضم 17 قسمًا.
أسست الجامعة في 1872 باسم كلية ويلز الجامعية - أبيرستويث (بالإنجليزية: University College Wales ، Aberystwyth)‏، وأصبحت في 1894 عضوًا مؤسسًا لما عرف بجامعة ويلز. في منتصف التسعينيات، غيرت الجامعة اسمها لتصبح جامعة ويلز، أبيريستويث (بالإنجليزية: University of Wales, Aberystwyth)‏، وابتداءا من 1 سبتمبر 2007 لم تعد جامعة ويلز جامعة فيدرالية وعادت جامعة أبيريستويث جامعة مستقلة. في عام 2019 كانت الجامعة أول جامعة تحصل على لقب «جامعة العام لجودة التدريس» من قبل دليل جامعات التايمز والصنداي تايمز لعامين متتاليين، وهي كذلك أول جامعة في العالم تحصل على جائزة الجامعة الخالية من البلاستيك (للمواد البلاستيكية التي تستخدم مرة واحدة).

## تاريخ الجامعة
عملت النخب الويلزية في منتصف القرن التاسع عشر على إنشاء جامعة في المقاطعة، وأحد هؤلاء كان توماس نيكولاس، الذي يشار إلى أن كتابه «مدارس الطبقة المتوسطة والثانوية والتعليم الجامعي لويلز» (1863) كان له تأثير كبير على المتعلمين الويلزيين. ومولت الجامعة من خلال اشتراكات عامة وخاصة، وخمس لجان إقليمية (لندن ومانشستر وليفربول وشمال وجنوب ويلز) تضمن الأموال لتكاليف التشغيل في السنوات الثلاث الأولى، وافتتحت في أكتوبر 1872 بـ 26 طالبًا، وعين توماس تشارلز إدواردز مديرا لها. وفي أكتوبر 1875 جمعت الكنائس في ويلز الدفعة التالية من الأموال من أكثر من 70000 مساهم. وحتى انضمام الكلية إلى جامعة ويلز عام 1893، كان الطلاب المتقدمون للالتحاق بأبيريستويث يجتازون امتحانات قبول جامعة لندن. قبلت الإناث لأول مرة في عام 1884.
في عام 1885 تسبب حريق في إتلاف ما يعرف الآن بالكلية القديمة، وفي عام 1897 اشتري أول 14 فدانًا مما سيصبح حرم بينغلايس (بالإنجليزية: Penglais)‏ الرئيسي. في عام 1893 أسست جامعة ويلز بموجب امتياز ملكي، وفي عام 1896 عين أمير ويلز لمنصب المستشار، وهو نفس العام الذي منحت فيه درجة فخرية لرئيس الوزراء البريطاني ويليام غلادستون.
يعود درع / شعار الجامعة إلى ثمانينيات القرن التاسع عشر، ويتميز بتنينين أحمرين يرمزان إلى ويلز، وكتاب مفتوح يرمز إلى التعلم، وفوقهم وهو نسر أو طائر الفينيق فوق برج ملتهب، يعتقد أنه يشير إلى ولادة الكلية من جديد بعد حريق عام 1885، وقد كتب عليه عبارة «العالم بدون معرفة ليس عالمًا على الإطلاق» (بالويلزية: Nid Byd, Byd Heb Wybodaeth).
في أوائل القرن العشرين أضافت الجامعة مساقات تضمنت القانون والرياضيات التطبيقية والرياضيات البحتة وعلم النبات، وفي عام 1919 أنشئ قسم السياسة الدولية، الذي تشير الجامعة إلى أنه أقدم قسم من نوعه في العالم، في عام 1919. بحلول عام 1977 كان طاقم الجامعة يضم ثمانية من زملاء الجمعية الملكية، مثل جويندولين ريس، وهي أول امرأة ويلزية تنتخب عضوًا في زمالة الجمعية الملكية.
أسس قسم الرياضة وعلوم اللياقة البدنية في عام 2000، وفي عام 2007 أصبحت الجامعة تقدم شهادات مشتركة في علم النفس، توسعت إلى فردية في عام 2009. عميد الجامعة اليوم هو اللورد توماس من كويمغيد، وقد تولى المنصب في يناير 2018. كما يشغل القاضي السير رودريك إيفانز منذ يوليو 2014منصب مفتش الجامعة (زائر [الإنجليزية])، وهو منصب يعين صاحبه مجلس الملكة الخاص بموجب الميثاق الملكي للجامعة.
في عام 2011، عينت الجامعة نائبًا جديدًا للعميد، أعاد هيكلة الأقسام الأكاديمية لتصبح معاهد ذات موضوعات أوسع.

## الأقسام والكليات

### معهد العلوم البيولوجية والبيئية والريفية (IBERS)
مركز بحث وتدريس يضم موظفين من معاهد العلوم الريفية والعلوم البيولوجية ومعهد أبحاث الأراضي العشبية والبيئية (IGER). يعمل فيه حوالي 360 من موظفي البحث والتعليم والدعم في بحوث أساسية واستراتيجية وتطبيقية في علم الأحياء. للمعهد قسمين، واحد في حرم بينغليز وهو القسم الرئيسي، وقسم مختص بالأبحاث الريفية في حرم غوغرجان.

### كلية أبيريستويث للأعمال
في عام 1998 اندمج قسم الاقتصاد (تأسس عام 1912)، وقسم المحاسبة والمالية (تأسس عام 1979) لتكوّن مركز دراسات الأعمال لإنشاء كلية الإدارة والأعمال. في عام 2013 انتقلت الكلية مع قسم دراسات المعلومات وقسم القانون وعلم الجريمة إلى حرم جامعي جديد في لاندادارن فاور.
أدرجت الكلية في في عام 2014 قائمة المرشحين القصيرة لجائزة «كلية إدارة الأعمال للعام» في جوائز تايمز للتعليم العالي (2014).
في عام 2016 اندمجت الكلية مع قسم القانون وعلم الجريمة تحت تسمية «معهد الأعمال والقانون».

### قسم علوم الحاسوب
أسس القسم عام 1970، وتتناول أبحاثه الذكاء الاصطناعي وعلم الأحياء الحاسوبي والرؤية الحاسوبية والروبوتات الذكية.
لقد برمج «آبر إم يو دي»، وهو أول برنامج إم يو دي قائم على الإنترنت، في القسم على يد الطالب آنذاك آلان كوكس. كما فاز خريج آخر من هذا القسم، وهو جان بينكافا، بجائزة الأوسكار عن فيلمه القصير للرسوم المتحركة لعبة جيري. شارك طلاب القسم أيضًا في إنشاء أمين مكتبة روبوتي يُدعى هيو (روبوت)، حاز على جائزة علمية، ومركبة التوصيل المستقلة «كار جو».

### قسم الجغرافيا وعلوم الأرض
أسس قسم الجغرافيا وعلوم الأرض (IGES) في عام 1989 بدمج قسمي الجغرافيا (أسس عام 1918) والجيولوجيا. يضم القسم مكتبة خرائط إي جي بووين التي تحتوي على 80000 خريطة و 500 أطلس.

### قسم دراسات المعلومات (علم المكتبات)
أسست كلية المكتبات في ويلز (CLW) في لانبادارن فور في عام 1964، استجابة لتوصية لتدريب أمناء المكتبات ثنائية اللغة التي نص عليها تقرير بورديلون حول معايير خدمة المكتبات العامة في إنجلترا (HMSO ، 1962). نمت الكلية بسرعة وطورت روابط وثيقة مع المحموعات الناطقة باللغة الويلزية والمجتمعات المهنية، واكتسبت سمعة دولية ورائدة دورات التعلم المرنة عن بعد، ويقال أنها أكبر مؤسسة في أوروبا لتدريب أمناء المكتبات. اندمجت الكلية المستقلة مع الجامعة في أغسطس 1989، وانتقل مقره عام 2014. القسم إلى حرم بينغليز. بعد الدمج، تولى القسم الجديد مسؤولية إدارة المحفوظات وإدارة السجلات الحديثة.

### قسم السياسة الدولية
أسس قسم السياسة الدولية عام 1919، بعد فترة وجيزة من الحرب العالمية الأولى، بهدف «تعزيز الفهم السياسي للعالم على أمل تجنب مثل هذه الصراعات في المستقبل» ـ، وعبّر عن هذا التوجه إنشاء مقعد وودرو ويلسون للسياسة الدولية. يضم القسم أكثر من 700 طالب من 40 دولة يدرسون في المرحلة الجامعية والماجستير والدكتوراه. حقق القسم درجة 95٪ في رضى الطلاب في استطلاع الطلاب الوطني لعام 2016، وهي أعلى نتيجة يحققها قسم علوم سياسية في ويلز، وضمن العشرة الأوائل في المملكة المتحدة.
استضاف القسم أساتذة بارزين في هذا المجال، منهم إدوارد هاليت كار، وستيف سميث، وميخائيل كوكس، وليوبولد كوهر، وأندرو لينكلاتر، وكين بلوث، وميخائيل ماكغواير، وجيني إيدكينز وكولين ماكينيس.

### قسم القانون وعلم الجريمة
أسس هذا القسم عام 1901 ويقع اليوم في مبنى هيو أوين في حرم بينجليز، ويضم أيضا مركز الشؤون القانونية الويلزية، وهو مركز أبحاث متخصص. يشارك جميع أعضاء هيئة التدريس في البحث، وتحرر في القسم كل من االمجلة الدولية للعلوم البيولوجية، ونشرة كامبريا القانونية. في عام 2013، انضم القسم إلى قسم دراسات المعلومات وكلية الإدارة والأعمال في حرم لانبادارن فاور الجديد، ليشكاوا معا من معهد دراسات الإدارة والقانون والمعلومات. في سبتمبر 2018 انتقل القسم مرة أخرى إلى مبنى هاوغ أوين في حرم بينغليس الجامعي، وتغير اسمه من «كلية الحقوق في أبيريستويث» إلى قسم القانون وعلم الجريمة.
صنف دليل الغارديان للجامعات للعام 2018 قسم القانون في المرتبة 69 في المملكة المتحدة، ويصنفه دليل التايمز للتعليم العالي "The Times" في المرتبة الـ 300 عالميًا.

### قسم اللغات الحديثة
تدرّس في أبيريستويث اللغات الحديثة منذ عام 1874، حيث تقدم الجامعة دورات في اللغات الفرنسية والألمانية والإيطالية والإسبانية لكل من المبتدئين والمتقدمين، في بيئة بحثية نشطة. واحد من مشاريعها البحثية هو قاموس الأنجلو نورمان، الذي صار مقره منذ العام 2001 في جامعة آيريستويث، وهو متاح على الإنترنت منذ العام 2005.

### قسم الفيزياء
بدأ تدريس الفيزياء في الجامعة جزءا الفلسفة الطبيعية وعلم الفلك والرياضيات على يد البروفسور غريملي بعد وقت قصير من تأسيس الكلية الجامعية، وأصبحت قسما مستقلا في عام 1877 بقيادة البروفسور ردلر. كان القسم يقع في الجناح الجنوبي لما يعرف الآن بالكلية القديمة، ثم نقل إلى مبنى الفيزياء في حرم بنجليه الجامعي. عُرض أول كرسي في الفيزياء على البروفسور جونس في عام 1885. قبل الحرب العالمية الأولى كانت الكثير من أبحاث القسم تجرى في ألمانيا، حيث كانت الأبحاث المبكرة في القرن العشرين تهتم بالتوصيل الكهربائي ونظرية الكم، وانتقلت لاحقًا إلى الموصلية الحرارية والصوتيات. في عام 1931، استضاف القسم معرض مئوية فاراداي. في عام 1983 عين إيفان جيمس ويليامز رئيسًا لقسم الفيزياء، حيث واصل بحثه في الجسيمات دون الذرية باستخدام غرفة السحاب. بعد الحرب العالمية الثانية تحول الاهتمام البحثي إلى الفيزياء النووية والميكانيكية، وانتقل لاحقًا إلى مجالات كثافة الهواء، ومعدات إطلاق الصواريخ التجريبية، والرادار.

### قسم علم النفس
أسس القسم عام 2007 ليكون جزءا من «مركز علم النفس التطبيقي» في قسم السياسة الدولية، وفي عام 2011 انتقل قسم علم النفس إلى مقره الحالي في حرم بينغليز. يدرس في القسم حوالي الـ300 طالب، ويقدم شهادات تعترف بها جمعية علماء النفس البريطانيين.

## روابط خارجية
- Aberystwyth University – الموقع الرسمي
- Aberystwyth University Profile
- Aberystwyth Guild of Students نسخة محفوظة 15 مايو 2015 على موقع واي باك مشين. – Students' Union